# بانک بیبلوس
بانک بیبلوس (انگلیسی: Byblos Bank) شرکت خدمات مالی و بانکداری لبنانی است، که در سال ۱۹۵۰ تأسیس شد.